# Europeana 1914-1918
Europeana 1914-1918 est un projet de numérisation et de mise en ligne de sources historiques primaires et secondaires sur la Première Guerre mondiale. 
Cette collection thématique est composée de trois projets : 
- Europeana Collections 1914-1918, qui est un projet de numérisation coordonnée entre dix bibliothèques de huit pays européens ;
- Europeana 1914-1918, qui rassemble des souvenirs issus du patrimoine de particuliers, numérisés ou photographiés par le biais d’ateliers ouverts au public ;
- EFG1914, un projet de numérisation de films de guerre muets, via European Film Gateway.

Le portail principal pour l’ensemble du projet fut lancé à la Bibliothèque d'État de Berlin le 29 janvier 2014 en présence de Monika Grütters, Commissaire fédérale à la Culture et aux Médias. À l’ouverture, la volumétrie du site était de 400 000 documents issus des institutions partenaires, 90 000 de collections personnelles et 660 heures de film. Les documents issus de collections modestes ou d’héritages de particuliers ont été particulièrement valorisés : ainsi, les correspondances numérisées des collections de l’ancien bureau indien de la British Library ont depuis été utilisées pour mettre en lumière l’engagement des soldats indiens pendant la Grande guerre, sur le front de l’Ouest notamment,. Par ailleurs, une carte postale d’Adolf Hitler en convalescence à un ancien compagnon d’armes trouvée via la contribution publique a particulièrement attiré l’attention des médias.

## Europeana Collections 1914-1918
Le projet Europeana 1914-1918 fut annoncé en 2011, sous le nom d’Europeana Collections 1914-1918: Remembering the First World War (Europeana Collections 1914-1918: se souvenir de la Première Guerre mondiale) avec pour but la numérisation de plus de 400 000 éléments issus des collections de treize institutions partenaires. Aux 425 000 éléments prévus, se sont ensuite ajoutés 27 000 documents déjà sur Europeana (principalement des photographies françaises et anglaises) et 75 000 autres numérisés mais ne se trouvant pas encore en ligne. La priorité fut donnée aux collections spéciales composées majoritairement de pièces rares ou uniques (manuscrits, œuvres d’art, livres rares, cartes, musique…). Le coût du projet dans son ensemble a été estimé à 5,4 millions d’euros, dont 3,1 millions de coûts de personnel pour les institutions partenaires, et 1 million dû à l’extériorisation de la numérisation, celle-ci ayant été majoritairement réalisée en interne. La mise en ligne des documents numérisés a débuté en mai 2012 avec des journaux autrichiens et des photographies et magazines d’Italie. Le contenu est aujourd'hui hébergé par les différentes institutions mais accessible via un service commun sans problème de copyrights, afin de permettre une réutilisation des documents. Les documents peuvent être consultés selon leur nature (lettres, journaux intimes, cartes postales, photographies…), leur sujet (propagande, prisonniers de guerre, femmes…) et selon les fronts (Front italien, Front de l'est…).

## Europeana 1914-1918: archives des particuliers
En parallèle et en se basant sur la démarche employée par l’Université d’Oxford en 2008 pour la constitution d’archives de la Grande guerre, un appel à contribution individuelle fut lancé en mars 2011. 51 sessions furent organisées à travers l’Europe jusqu’en décembre 2013, proposant aux particuliers de faire numériser les documents et artefacts de la Première Guerre mondiale se trouvant en leur possession, et de partager l’histoire de l’objet. L’Université d’Oxford contribua d'ailleurs au projet en formant les institutions à la collecte publique d’archives personnelles et en aidant au développement de la plateforme.

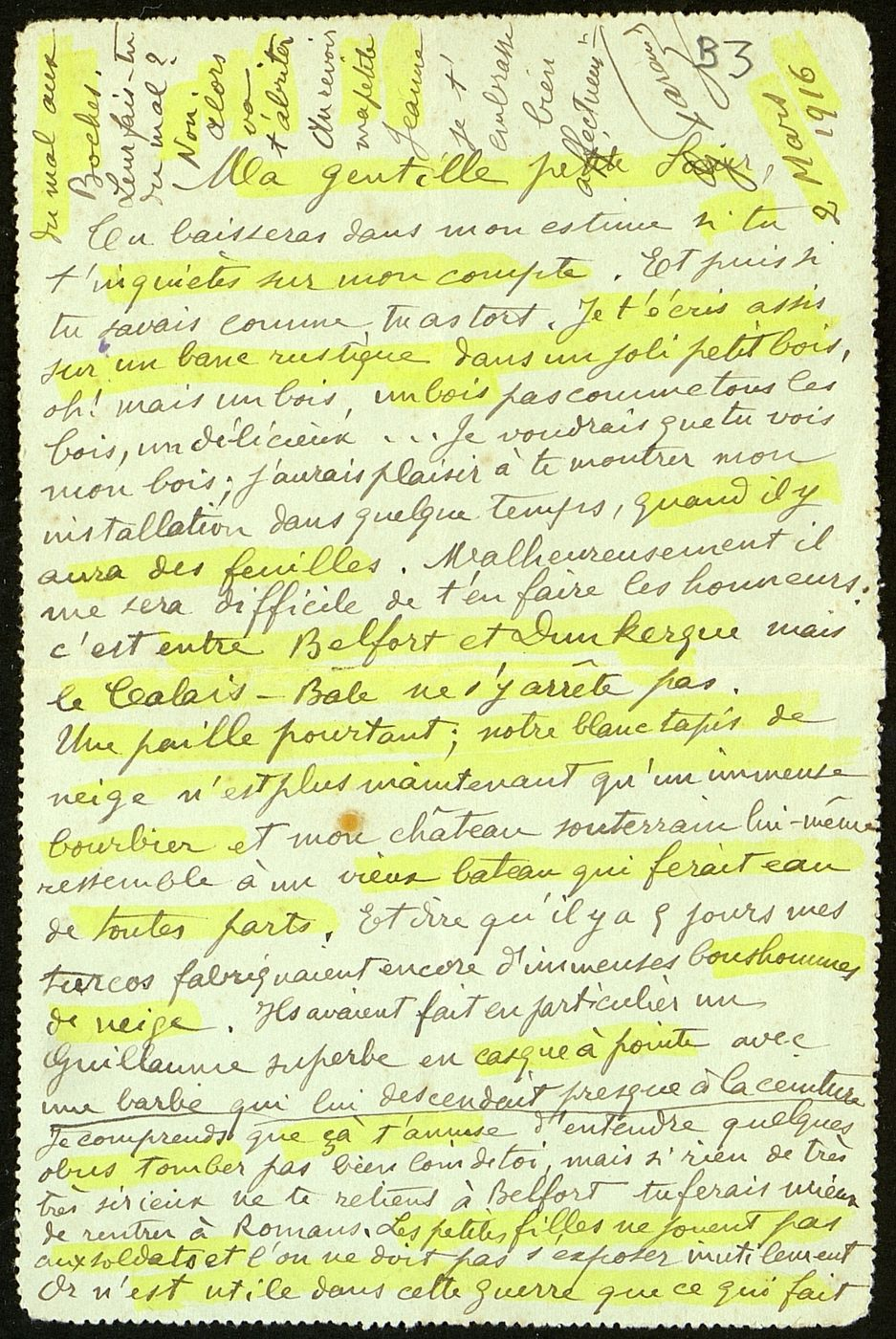
Lettre d'amour d'un soldat français
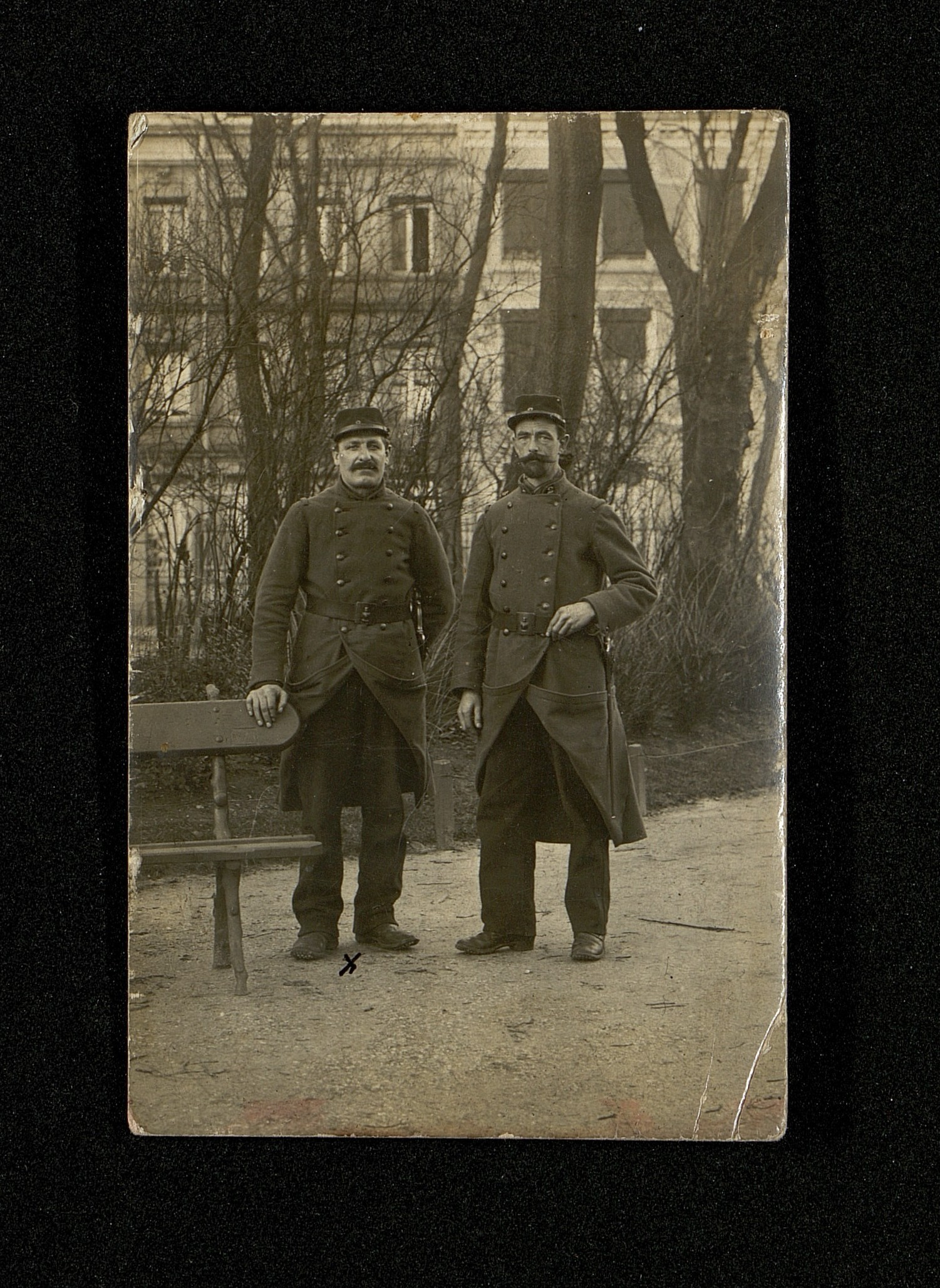
Deux soldats en permission en décembre 1914
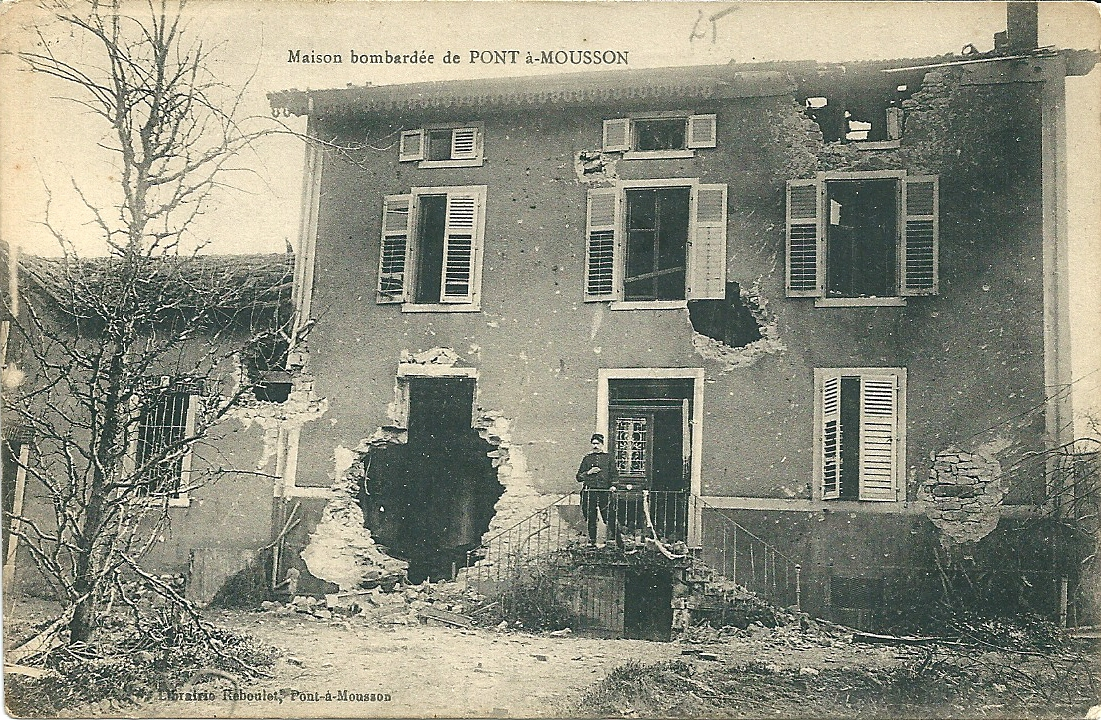
Carte postale de Henri Messin à sa famille

## EFG1914
EFG1914 est un projet dans la continuité de « EFG-The European Film Gateway », débuté en février 2012. Son objectif est la numérisation et la mise en ligne via une plateforme commune de plus de 660 heures de films d’époque couvrant les évènements de la Première Guerre mondiale. Ces films sont issus des collections de 26 institutions, parmi lesquelles 20 archives cinématographiques (dont les Archives françaises du film) et  sont accessibles via le site European Film Gateway et Europeana, depuis 2014, année de célébration du centenaire de la Première Guerre mondiale. On trouve parmi ces 5 600 films, des films d'actualités, des documentaires, des films de propagande ainsi que des fictions. Tous sont un témoignage rare et précieux de cette période, dans la mesure où seulement 20 % du patrimoine cinématographique de la Première Guerre mondiale existe encore,.
EFG1914 a été soutenu par l´Union européenne avec le ICT-PSP, le Programme d'appui stratégique en matière de technologies de l'information et de la communication de la Commission européenne.